# Чемпионат Казахстана по футболу 2018
27-й национальный чемпионат Казахстана по футболу, в котором принимали участие 12 клубов.
Чемпионский титул защитила «Астана» (Астана). По итогам прошлого сезона Премьер-лигу покинули «Тараз» и «Окжетпес», вместо них в этом сезоне участвовали «Жетысу» и «Кызыл-Жар СК».

## Регламент

### Участие лучших команд в еврокубках
По состоянию на начало чемпионата квота Казахстана на участие в еврокубках была следующей:
| Места | Турнир              | Начало выступления         |
| ----- | ------------------- | -------------------------- |
| 1-е   | Лига чемпионов УЕФА | 1-й квалификационный раунд |
| 2-е   | Лига Европы УЕФА    | 1-й квалификационный раунд |
| 3-е   | Лига Европы УЕФА    | 1-й квалификационный раунд |

Эти позиции не окончательные. Они могут меняться по итогам розыгрыша Кубка Казахстана-2018, а также в зависимости от того, какие команды и из каких стран выиграют Лигу чемпионов и Лигу Европы-2017/18. Итоговое распределение мест в еврокубках см. ниже.

### Периоды регистрации игроков
Регистрационные периоды, то есть сроки, в которые разрешается переход игроков из команды в команду и заявка новых игроков, установлены следующим образом:
1-й период — с 11 января до 3 апреля (до 24:00 часов времени Астаны). Второй период — с 4 по 31 июля.

## Участники

### Изменения
По итогам сезона-2017 Премьер-лигу покинули:
- «Тараз» — 11-е место
- «Окжетпес» (Кокшетау) — 12-е место

Из Первой лиги квалифицировались:
- «Жетысу» (Талдыкорган) — 1-е место
- «Кызыл-Жар СК» (Петропавловск) — 2-е место

По итогам переходного матча за право участвовать в Премьер-лиге-2018 победу одержал «Акжайык» (Уральск), занявший 10-е место в 2017 году.

### География соревнования
| Астана | Кайрат (Алма-Ата) | Шахтёр (Караганда) | Актобе | Иртыш (Павлодар) | Акжайык (Уральск)            |
| --- | --- | --- | --- | --- | ---------------------------- |
| Астана Арена | Центральный | Шахтёр | Кобыланды Батыр | Центральный | Петр Атоян                   |
| Вместимость: 30 200 | Вместимость: 23 804 | Вместимость: 19 500 | Вместимость: 12 729 | Вместимость: 11 828 | Вместимость: 8 320           |
| | | | | |                              |
| Тобол Актобе Иртыш Астана Шахтёр Жетысу Ордабасы Кайрат Акжайык Атырау Кайсар Кызыл-Жар СКРасположение команд чемпионата Казахстана по футболу 2018 | Тобол Актобе Иртыш Астана Шахтёр Жетысу Ордабасы Кайрат Акжайык Атырау Кайсар Кызыл-Жар СКРасположение команд чемпионата Казахстана по футболу 2018 | Тобол Актобе Иртыш Астана Шахтёр Жетысу Ордабасы Кайрат Акжайык Атырау Кайсар Кызыл-Жар СКРасположение команд чемпионата Казахстана по футболу 2018 | Тобол Актобе Иртыш Астана Шахтёр Жетысу Ордабасы Кайрат Акжайык Атырау Кайсар Кызыл-Жар СКРасположение команд чемпионата Казахстана по футболу 2018 | Тобол Актобе Иртыш Астана Шахтёр Жетысу Ордабасы Кайрат Акжайык Атырау Кайсар Кызыл-Жар СКРасположение команд чемпионата Казахстана по футболу 2018 | Ордабасы (Шымкент)           |
| Тобол Актобе Иртыш Астана Шахтёр Жетысу Ордабасы Кайрат Акжайык Атырау Кайсар Кызыл-Жар СКРасположение команд чемпионата Казахстана по футболу 2018 | Тобол Актобе Иртыш Астана Шахтёр Жетысу Ордабасы Кайрат Акжайык Атырау Кайсар Кызыл-Жар СКРасположение команд чемпионата Казахстана по футболу 2018 | Тобол Актобе Иртыш Астана Шахтёр Жетысу Ордабасы Кайрат Акжайык Атырау Кайсар Кызыл-Жар СКРасположение команд чемпионата Казахстана по футболу 2018 | Тобол Актобе Иртыш Астана Шахтёр Жетысу Ордабасы Кайрат Акжайык Атырау Кайсар Кызыл-Жар СКРасположение команд чемпионата Казахстана по футболу 2018 | Тобол Актобе Иртыш Астана Шахтёр Жетысу Ордабасы Кайрат Акжайык Атырау Кайсар Кызыл-Жар СКРасположение команд чемпионата Казахстана по футболу 2018 | Кажимукан                    |
| Тобол Актобе Иртыш Астана Шахтёр Жетысу Ордабасы Кайрат Акжайык Атырау Кайсар Кызыл-Жар СКРасположение команд чемпионата Казахстана по футболу 2018 | Тобол Актобе Иртыш Астана Шахтёр Жетысу Ордабасы Кайрат Акжайык Атырау Кайсар Кызыл-Жар СКРасположение команд чемпионата Казахстана по футболу 2018 | Тобол Актобе Иртыш Астана Шахтёр Жетысу Ордабасы Кайрат Акжайык Атырау Кайсар Кызыл-Жар СКРасположение команд чемпионата Казахстана по футболу 2018 | Тобол Актобе Иртыш Астана Шахтёр Жетысу Ордабасы Кайрат Акжайык Атырау Кайсар Кызыл-Жар СКРасположение команд чемпионата Казахстана по футболу 2018 | Тобол Актобе Иртыш Астана Шахтёр Жетысу Ордабасы Кайрат Акжайык Атырау Кайсар Кызыл-Жар СКРасположение команд чемпионата Казахстана по футболу 2018 | Вместимость: 20 000          |
| Тобол Актобе Иртыш Астана Шахтёр Жетысу Ордабасы Кайрат Акжайык Атырау Кайсар Кызыл-Жар СКРасположение команд чемпионата Казахстана по футболу 2018 | Тобол Актобе Иртыш Астана Шахтёр Жетысу Ордабасы Кайрат Акжайык Атырау Кайсар Кызыл-Жар СКРасположение команд чемпионата Казахстана по футболу 2018 | Тобол Актобе Иртыш Астана Шахтёр Жетысу Ордабасы Кайрат Акжайык Атырау Кайсар Кызыл-Жар СКРасположение команд чемпионата Казахстана по футболу 2018 | Тобол Актобе Иртыш Астана Шахтёр Жетысу Ордабасы Кайрат Акжайык Атырау Кайсар Кызыл-Жар СКРасположение команд чемпионата Казахстана по футболу 2018 | Тобол Актобе Иртыш Астана Шахтёр Жетысу Ордабасы Кайрат Акжайык Атырау Кайсар Кызыл-Жар СКРасположение команд чемпионата Казахстана по футболу 2018 | Кызыл-Жар СК (Петропавловск) |
| Тобол Актобе Иртыш Астана Шахтёр Жетысу Ордабасы Кайрат Акжайык Атырау Кайсар Кызыл-Жар СКРасположение команд чемпионата Казахстана по футболу 2018 | Тобол Актобе Иртыш Астана Шахтёр Жетысу Ордабасы Кайрат Акжайык Атырау Кайсар Кызыл-Жар СКРасположение команд чемпионата Казахстана по футболу 2018 | Тобол Актобе Иртыш Астана Шахтёр Жетысу Ордабасы Кайрат Акжайык Атырау Кайсар Кызыл-Жар СКРасположение команд чемпионата Казахстана по футболу 2018 | Тобол Актобе Иртыш Астана Шахтёр Жетысу Ордабасы Кайрат Акжайык Атырау Кайсар Кызыл-Жар СКРасположение команд чемпионата Казахстана по футболу 2018 | Тобол Актобе Иртыш Астана Шахтёр Жетысу Ордабасы Кайрат Акжайык Атырау Кайсар Кызыл-Жар СКРасположение команд чемпионата Казахстана по футболу 2018 | Карасай                      |
| Тобол Актобе Иртыш Астана Шахтёр Жетысу Ордабасы Кайрат Акжайык Атырау Кайсар Кызыл-Жар СКРасположение команд чемпионата Казахстана по футболу 2018 | Тобол Актобе Иртыш Астана Шахтёр Жетысу Ордабасы Кайрат Акжайык Атырау Кайсар Кызыл-Жар СКРасположение команд чемпионата Казахстана по футболу 2018 | Тобол Актобе Иртыш Астана Шахтёр Жетысу Ордабасы Кайрат Акжайык Атырау Кайсар Кызыл-Жар СКРасположение команд чемпионата Казахстана по футболу 2018 | Тобол Актобе Иртыш Астана Шахтёр Жетысу Ордабасы Кайрат Акжайык Атырау Кайсар Кызыл-Жар СКРасположение команд чемпионата Казахстана по футболу 2018 | Тобол Актобе Иртыш Астана Шахтёр Жетысу Ордабасы Кайрат Акжайык Атырау Кайсар Кызыл-Жар СКРасположение команд чемпионата Казахстана по футболу 2018 | Вместимость: 11 000          |
| Тобол Актобе Иртыш Астана Шахтёр Жетысу Ордабасы Кайрат Акжайык Атырау Кайсар Кызыл-Жар СКРасположение команд чемпионата Казахстана по футболу 2018 | Тобол Актобе Иртыш Астана Шахтёр Жетысу Ордабасы Кайрат Акжайык Атырау Кайсар Кызыл-Жар СКРасположение команд чемпионата Казахстана по футболу 2018 | Тобол Актобе Иртыш Астана Шахтёр Жетысу Ордабасы Кайрат Акжайык Атырау Кайсар Кызыл-Жар СКРасположение команд чемпионата Казахстана по футболу 2018 | Тобол Актобе Иртыш Астана Шахтёр Жетысу Ордабасы Кайрат Акжайык Атырау Кайсар Кызыл-Жар СКРасположение команд чемпионата Казахстана по футболу 2018 | Тобол Актобе Иртыш Астана Шахтёр Жетысу Ордабасы Кайрат Акжайык Атырау Кайсар Кызыл-Жар СКРасположение команд чемпионата Казахстана по футболу 2018 | Атырау                       |
| Тобол Актобе Иртыш Астана Шахтёр Жетысу Ордабасы Кайрат Акжайык Атырау Кайсар Кызыл-Жар СКРасположение команд чемпионата Казахстана по футболу 2018 | Тобол Актобе Иртыш Астана Шахтёр Жетысу Ордабасы Кайрат Акжайык Атырау Кайсар Кызыл-Жар СКРасположение команд чемпионата Казахстана по футболу 2018 | Тобол Актобе Иртыш Астана Шахтёр Жетысу Ордабасы Кайрат Акжайык Атырау Кайсар Кызыл-Жар СКРасположение команд чемпионата Казахстана по футболу 2018 | Тобол Актобе Иртыш Астана Шахтёр Жетысу Ордабасы Кайрат Акжайык Атырау Кайсар Кызыл-Жар СКРасположение команд чемпионата Казахстана по футболу 2018 | Тобол Актобе Иртыш Астана Шахтёр Жетысу Ордабасы Кайрат Акжайык Атырау Кайсар Кызыл-Жар СКРасположение команд чемпионата Казахстана по футболу 2018 | Мунайшы                      |
| Тобол Актобе Иртыш Астана Шахтёр Жетысу Ордабасы Кайрат Акжайык Атырау Кайсар Кызыл-Жар СКРасположение команд чемпионата Казахстана по футболу 2018 | Тобол Актобе Иртыш Астана Шахтёр Жетысу Ордабасы Кайрат Акжайык Атырау Кайсар Кызыл-Жар СКРасположение команд чемпионата Казахстана по футболу 2018 | Тобол Актобе Иртыш Астана Шахтёр Жетысу Ордабасы Кайрат Акжайык Атырау Кайсар Кызыл-Жар СКРасположение команд чемпионата Казахстана по футболу 2018 | Тобол Актобе Иртыш Астана Шахтёр Жетысу Ордабасы Кайрат Акжайык Атырау Кайсар Кызыл-Жар СКРасположение команд чемпионата Казахстана по футболу 2018 | Тобол Актобе Иртыш Астана Шахтёр Жетысу Ордабасы Кайрат Акжайык Атырау Кайсар Кызыл-Жар СКРасположение команд чемпионата Казахстана по футболу 2018 | Вместимость: 8 900           |
| Тобол Актобе Иртыш Астана Шахтёр Жетысу Ордабасы Кайрат Акжайык Атырау Кайсар Кызыл-Жар СКРасположение команд чемпионата Казахстана по футболу 2018 | Тобол Актобе Иртыш Астана Шахтёр Жетысу Ордабасы Кайрат Акжайык Атырау Кайсар Кызыл-Жар СКРасположение команд чемпионата Казахстана по футболу 2018 | Тобол Актобе Иртыш Астана Шахтёр Жетысу Ордабасы Кайрат Акжайык Атырау Кайсар Кызыл-Жар СКРасположение команд чемпионата Казахстана по футболу 2018 | Тобол Актобе Иртыш Астана Шахтёр Жетысу Ордабасы Кайрат Акжайык Атырау Кайсар Кызыл-Жар СКРасположение команд чемпионата Казахстана по футболу 2018 | Тобол Актобе Иртыш Астана Шахтёр Жетысу Ордабасы Кайрат Акжайык Атырау Кайсар Кызыл-Жар СКРасположение команд чемпионата Казахстана по футболу 2018 | Тобол (Костанай)             |
| Тобол Актобе Иртыш Астана Шахтёр Жетысу Ордабасы Кайрат Акжайык Атырау Кайсар Кызыл-Жар СКРасположение команд чемпионата Казахстана по футболу 2018 | Тобол Актобе Иртыш Астана Шахтёр Жетысу Ордабасы Кайрат Акжайык Атырау Кайсар Кызыл-Жар СКРасположение команд чемпионата Казахстана по футболу 2018 | Тобол Актобе Иртыш Астана Шахтёр Жетысу Ордабасы Кайрат Акжайык Атырау Кайсар Кызыл-Жар СКРасположение команд чемпионата Казахстана по футболу 2018 | Тобол Актобе Иртыш Астана Шахтёр Жетысу Ордабасы Кайрат Акжайык Атырау Кайсар Кызыл-Жар СКРасположение команд чемпионата Казахстана по футболу 2018 | Тобол Актобе Иртыш Астана Шахтёр Жетысу Ордабасы Кайрат Акжайык Атырау Кайсар Кызыл-Жар СКРасположение команд чемпионата Казахстана по футболу 2018 | Центральный                  |
| Тобол Актобе Иртыш Астана Шахтёр Жетысу Ордабасы Кайрат Акжайык Атырау Кайсар Кызыл-Жар СКРасположение команд чемпионата Казахстана по футболу 2018 | Тобол Актобе Иртыш Астана Шахтёр Жетысу Ордабасы Кайрат Акжайык Атырау Кайсар Кызыл-Жар СКРасположение команд чемпионата Казахстана по футболу 2018 | Тобол Актобе Иртыш Астана Шахтёр Жетысу Ордабасы Кайрат Акжайык Атырау Кайсар Кызыл-Жар СКРасположение команд чемпионата Казахстана по футболу 2018 | Тобол Актобе Иртыш Астана Шахтёр Жетысу Ордабасы Кайрат Акжайык Атырау Кайсар Кызыл-Жар СКРасположение команд чемпионата Казахстана по футболу 2018 | Тобол Актобе Иртыш Астана Шахтёр Жетысу Ордабасы Кайрат Акжайык Атырау Кайсар Кызыл-Жар СКРасположение команд чемпионата Казахстана по футболу 2018 | Вместимость: 9 500           |
| Тобол Актобе Иртыш Астана Шахтёр Жетысу Ордабасы Кайрат Акжайык Атырау Кайсар Кызыл-Жар СКРасположение команд чемпионата Казахстана по футболу 2018 | Тобол Актобе Иртыш Астана Шахтёр Жетысу Ордабасы Кайрат Акжайык Атырау Кайсар Кызыл-Жар СКРасположение команд чемпионата Казахстана по футболу 2018 | Тобол Актобе Иртыш Астана Шахтёр Жетысу Ордабасы Кайрат Акжайык Атырау Кайсар Кызыл-Жар СКРасположение команд чемпионата Казахстана по футболу 2018 | Тобол Актобе Иртыш Астана Шахтёр Жетысу Ордабасы Кайрат Акжайык Атырау Кайсар Кызыл-Жар СКРасположение команд чемпионата Казахстана по футболу 2018 | Тобол Актобе Иртыш Астана Шахтёр Жетысу Ордабасы Кайрат Акжайык Атырау Кайсар Кызыл-Жар СКРасположение команд чемпионата Казахстана по футболу 2018 | Кайсар (Кызылорда)           |
| Тобол Актобе Иртыш Астана Шахтёр Жетысу Ордабасы Кайрат Акжайык Атырау Кайсар Кызыл-Жар СКРасположение команд чемпионата Казахстана по футболу 2018 | Тобол Актобе Иртыш Астана Шахтёр Жетысу Ордабасы Кайрат Акжайык Атырау Кайсар Кызыл-Жар СКРасположение команд чемпионата Казахстана по футболу 2018 | Тобол Актобе Иртыш Астана Шахтёр Жетысу Ордабасы Кайрат Акжайык Атырау Кайсар Кызыл-Жар СКРасположение команд чемпионата Казахстана по футболу 2018 | Тобол Актобе Иртыш Астана Шахтёр Жетысу Ордабасы Кайрат Акжайык Атырау Кайсар Кызыл-Жар СКРасположение команд чемпионата Казахстана по футболу 2018 | Тобол Актобе Иртыш Астана Шахтёр Жетысу Ордабасы Кайрат Акжайык Атырау Кайсар Кызыл-Жар СКРасположение команд чемпионата Казахстана по футболу 2018 | Гани Муратбаев               |
| Тобол Актобе Иртыш Астана Шахтёр Жетысу Ордабасы Кайрат Акжайык Атырау Кайсар Кызыл-Жар СКРасположение команд чемпионата Казахстана по футболу 2018 | Тобол Актобе Иртыш Астана Шахтёр Жетысу Ордабасы Кайрат Акжайык Атырау Кайсар Кызыл-Жар СКРасположение команд чемпионата Казахстана по футболу 2018 | Тобол Актобе Иртыш Астана Шахтёр Жетысу Ордабасы Кайрат Акжайык Атырау Кайсар Кызыл-Жар СКРасположение команд чемпионата Казахстана по футболу 2018 | Тобол Актобе Иртыш Астана Шахтёр Жетысу Ордабасы Кайрат Акжайык Атырау Кайсар Кызыл-Жар СКРасположение команд чемпионата Казахстана по футболу 2018 | Тобол Актобе Иртыш Астана Шахтёр Жетысу Ордабасы Кайрат Акжайык Атырау Кайсар Кызыл-Жар СКРасположение команд чемпионата Казахстана по футболу 2018 | Вместимость: 7 000           |
| Тобол Актобе Иртыш Астана Шахтёр Жетысу Ордабасы Кайрат Акжайык Атырау Кайсар Кызыл-Жар СКРасположение команд чемпионата Казахстана по футболу 2018 | Тобол Актобе Иртыш Астана Шахтёр Жетысу Ордабасы Кайрат Акжайык Атырау Кайсар Кызыл-Жар СКРасположение команд чемпионата Казахстана по футболу 2018 | Тобол Актобе Иртыш Астана Шахтёр Жетысу Ордабасы Кайрат Акжайык Атырау Кайсар Кызыл-Жар СКРасположение команд чемпионата Казахстана по футболу 2018 | Тобол Актобе Иртыш Астана Шахтёр Жетысу Ордабасы Кайрат Акжайык Атырау Кайсар Кызыл-Жар СКРасположение команд чемпионата Казахстана по футболу 2018 | Тобол Актобе Иртыш Астана Шахтёр Жетысу Ордабасы Кайрат Акжайык Атырау Кайсар Кызыл-Жар СКРасположение команд чемпионата Казахстана по футболу 2018 | Жетысу (Талдыкорган)         |
| Тобол Актобе Иртыш Астана Шахтёр Жетысу Ордабасы Кайрат Акжайык Атырау Кайсар Кызыл-Жар СКРасположение команд чемпионата Казахстана по футболу 2018 | Тобол Актобе Иртыш Астана Шахтёр Жетысу Ордабасы Кайрат Акжайык Атырау Кайсар Кызыл-Жар СКРасположение команд чемпионата Казахстана по футболу 2018 | Тобол Актобе Иртыш Астана Шахтёр Жетысу Ордабасы Кайрат Акжайык Атырау Кайсар Кызыл-Жар СКРасположение команд чемпионата Казахстана по футболу 2018 | Тобол Актобе Иртыш Астана Шахтёр Жетысу Ордабасы Кайрат Акжайык Атырау Кайсар Кызыл-Жар СКРасположение команд чемпионата Казахстана по футболу 2018 | Тобол Актобе Иртыш Астана Шахтёр Жетысу Ордабасы Кайрат Акжайык Атырау Кайсар Кызыл-Жар СКРасположение команд чемпионата Казахстана по футболу 2018 | Жетысу                       |
| Тобол Актобе Иртыш Астана Шахтёр Жетысу Ордабасы Кайрат Акжайык Атырау Кайсар Кызыл-Жар СКРасположение команд чемпионата Казахстана по футболу 2018 | Тобол Актобе Иртыш Астана Шахтёр Жетысу Ордабасы Кайрат Акжайык Атырау Кайсар Кызыл-Жар СКРасположение команд чемпионата Казахстана по футболу 2018 | Тобол Актобе Иртыш Астана Шахтёр Жетысу Ордабасы Кайрат Акжайык Атырау Кайсар Кызыл-Жар СКРасположение команд чемпионата Казахстана по футболу 2018 | Тобол Актобе Иртыш Астана Шахтёр Жетысу Ордабасы Кайрат Акжайык Атырау Кайсар Кызыл-Жар СКРасположение команд чемпионата Казахстана по футболу 2018 | Тобол Актобе Иртыш Астана Шахтёр Жетысу Ордабасы Кайрат Акжайык Атырау Кайсар Кызыл-Жар СКРасположение команд чемпионата Казахстана по футболу 2018 | Вместимость: 5 550           |

### Тренеры, капитаны, поставщики формы и спонсоры
| Клуб               | Главный тренер          | Капитан            | Поставщик формы | Главный спонсор                                      |
| ------------------ | ----------------------- | ------------------ | --------------- | ---------------------------------------------------- |
| Акжайык            | Сергей Зайцев           | Мирам Сапанов      | Adidas          | Акимат Западно-Казахстанской области                 |
| Актобе             | Владимир Муханов        | Александр Симчевич | Adidas          | Акимат Актюбинской области                           |
| Астана             | Григорий Бабаян (и. о.) | Ненад Эрич         | Adidas          | «Самрук-Казына», акимат Астаны                       |
| Атырау             | Виктор Кумыков          | Марат Хайруллин    | Adidas          | Акимат Атырауской области                            |
| Жетысу             | Дмитрий Огай            | Олжас Керимжанов   | Nike            | Акимат Алматинской области                           |
| Иртыш              | Димитр Димитров         | Никита Калмыков    | Nike            | Акимат Павлодарской области, «ERG»                   |
| Кайрат             | Карлос Алос Феррер      | Бауржан Исламхан   | Nike            | «КазРосГаз», «Халык банк», «Алмалы», акимат Алма-Аты |
| Кайсар             | Стойчо Младенов         | Максат Байжанов    | Nike            | Акимат Кызылординской области                        |
| Кызыл-Жар СК       | Андрей Кучерявых        | Сергей Скорых      | Nike            | Акимат Северо-Казахстанской области                  |
| Ордабасы           | Кахабер Цхададзе        | Мардан Толебек     | Adidas          | Акимат Южно-Казахстанской области, «Айsu»            |
| Тобол              | Марек Зуб               | Нурбол Жумаскалиев | Adidas          | Акимат Костанайской области, Полиметалл              |
| Шахтёр (Караганда) | Николай Костов          | Евгений Тарасов    | Nike            | Акимат Карагандинской области                        |

## Турнирная таблица
| М  | Команда      | И  | В  | Н  | П  | Мячи    | ±   | О   | Примечания                              |
| -- | ------------ | -- | -- | -- | -- | ------- | --- | --- | --------------------------------------- |
| 1  | Астана       | 33 | 24 | 5  | 4  | 66 − 22 | +44 | 77  | 1-й кв. раунд Лиги чемпионов            |
| 2  | Кайрат       | 33 | 19 | 5  | 9  | 60 − 33 | +27 | 62  | 1-й кв. раунд Лиги Европы               |
| 3  | Тобол        | 33 | 15 | 8  | 10 | 36 − 30 | +6  | 53  | 1-й кв. раунд Лиги Европы               |
| 4  | Ордабасы     | 33 | 13 | 7  | 13 | 38 − 44 | −6  | 46  | 1-й кв. раунд Лиги Европы               |
| 5  | Кайсар       | 33 | 11 | 12 | 10 | 35 − 31 | +4  | 45  |                                         |
| 6  | Жетысу       | 33 | 11 | 10 | 12 | 36 − 40 | −4  | 43  |                                         |
| 7  | Актобе       | 33 | 13 | 9  | 11 | 51 − 47 | +4  | 42* |                                         |
| 8  | Шахтёр       | 33 | 8  | 12 | 13 | 29 − 36 | −7  | 36  |                                         |
| 9  | Атырау       | 33 | 9  | 9  | 15 | 34 − 47 | −13 | 36  |                                         |
| 10 | Иртыш        | 33 | 10 | 5  | 18 | 28 − 45 | −17 | 35  | Переходный матч за место в Премьер-лиге |
| 11 | Кызыл-Жар СК | 33 | 10 | 5  | 18 | 27 − 48 | −21 | 35  | Вылет в Первую лигу                     |
| 12 | Акжайык      | 33 | 7  | 9  | 17 | 31 − 48 | −17 | 30  | Вылет в Первую лигу                     |

И — игры, В — выигрыши, Н — ничьи, П — проигрыши, Мячи — забитые и пропущенные голы, ± — разница голов, О — очки

* с «Актобе» решением Федерации сняты 6 очков в связи с задолженностью перед футболистом Данило Неко.

## Результаты матчей

### Матчи 1-22 туров
|              | АКЖ | АКТ | АСТ | АТЫ | ЖЕТ | ИРТ | КАЙ | КАС | КЫЗ | ОРД | ТОБ | ШАХ |
| ------------ | --- | --- | --- | --- | --- | --- | --- | --- | --- | --- | --- | --- |
| Акжайык      |     | 1:1 | 3:0 | 1:1 | 2:0 | 1:0 | 1:2 | 0:0 | 2:0 | 4:1 | 1:3 | 1:1 |
| Актобе       | 5:3 |     | 1:1 | 5:1 | 1:1 | 1:1 | 1:1 | 3:1 | 2:0 | 3:1 | 0:1 | 2:0 |
| Астана       | 3:0 | 3:1 |     | 2:0 | 3:0 | 3:0 | 1:1 | 2:0 | 2:0 | 5:3 | 1:0 | 2:0 |
| Атырау       | 2:0 | 1:1 | 0:2 |     | 1:0 | 2:0 | 1:3 | 2:1 | 0:0 | 0:1 | 0:2 | 0:0 |
| Жетысу       | 1:1 | 1:2 | 0:2 | 2:2 |     | 2:1 | 1:3 | 1:0 | 2:1 | 4:2 | 0:1 | 1:0 |
| Иртыш        | 2:0 | 2:1 | 1:6 | 2:1 | 0:2 |     | 1:2 | 0:1 | 5:0 | 1:2 | 0:1 | 1:1 |
| Кайрат       | 3:0 | 3:2 | 1:2 | 2:0 | 2:1 | 4:0 |     | 4:1 | 2:1 | 2:0 | 1:0 | 2:0 |
| Кайсар       | 1:1 | 0:1 | 0:2 | 0:0 | 0:0 | 0:0 | 1:2 |     | 2:1 | 0:0 | 2:2 | 3:0 |
| Кызыл-Жар СК | 2:1 | 2:1 | 0:2 | 1:1 | 1:0 | 1:0 | 1:3 | 0:0 |     | 1:2 | 1:2 | 1:0 |
| Ордабасы     | 2:1 | 3:1 | 1:2 | 0:2 | 1:2 | 1:0 | 2:1 | 1:2 | 2:1 |     | 0:1 | 2:1 |
| Тобол        | 1:1 | 2:3 | 0:0 | 3:2 | 1:0 | 1:1 | 1:0 | 0:3 | 0:1 | 1:1 |     | 0:1 |
| Шахтер       | 1:2 | 1:1 | 1:0 | 3:0 | 1:1 | 0:1 | 1:1 | 2:2 | 2:1 | 0:0 | 0:1 |     |

### Матчи 23-33 туров
|              | АКЖ | АКТ | АСТ | АТЫ | ЖЕТ | ИРТ | КАЙ | КАС | КЫЗ | ОРД | ТОБ | ШАХ |
| ------------ | --- | --- | --- | --- | --- | --- | --- | --- | --- | --- | --- | --- |
| Акжайык      |     | 0:0 | 1:2 |     |     |     |     | 0:4 | 0:0 |     | 1:2 |     |
| Актобе       |     |     | 1:2 |     | 2:3 | 2:1 |     | 0:2 | 1:0 |     | 3:1 |     |
| Астана       |     |     |     |     | 3:0 | 4:0 | 3:2 | 0:0 | 3:0 | 1:1 |     |     |
| Атырау       | 2:1 | 3:1 | 0:1 |     |     |     |     |     | 3:2 |     | 2:1 |     |
| Жетысу       | 3:1 |     |     | 0:0 |     | 2:0 | 1:0 |     |     | 1:1 |     | 1:1 |
| Иртыш        | 2:0 |     |     |     | 1:0 |     |     | 0:1 | 0:1 |     |     | 1:1 |
| Кайрат       | 0:1 | 6:1 |     | 4:2 |     | 0:1 |     |     |     |     |     | 0:0 |
| Кайсар       |     |     |     | 2:2 | 1:0 |     | 1:2 |     |     | 2:1 |     | 2:1 |
| Кызыл-Жар СК |     |     |     |     | 1:1 |     | 2:1 | 1:0 |     | 1:2 |     | 2:1 |
| Ордабасы     | 1:0 | 0:0 |     | 1:0 |     | 0:2 | 2:0 |     |     |     |     | 1:1 |
| Тобол        |     |     | 1:0 |     | 2:2 | 1:2 |     | 0:0 | 1:0 | 1:0 |     |     |
| Шахтер       | 1:0 | 0:1 | 3:1 | 2:0 |     |     |     |     |     |     | 2:1 |     |

## Потуровая таблица
| Команда/ Тур | 1      | 2  | 3  | 4  | 5  | 6  | 7  | 8  | 9  | 10 | 11 | 12 | 13 | 14 | 15 | 16 | 17 | 18 | 19 | 20 | 21 | 22 | 23 | 24 | 25 | 26 | 27 | 28 | 29 | 30 | 31 | 32 | 33 |   |
| ------------ | ------ | -- | -- | -- | -- | -- | -- | -- | -- | -- | -- | -- | -- | -- | -- | -- | -- | -- | -- | -- | -- | -- | -- | -- | -- | -- | -- | -- | -- | -- | -- | -- | -- | - |
| Команда/ Тур | Астана | 1  | 1  | 1  | 1  | 1  | 1  | 1  | 1  | 1  | 1  | 1  | 1  | 1  | 1  | 1  | 1  | 1  | 1  | 1  | 1  | 1  | 1  | 1  | 1  | 1  | 1  | 1  | 1  | 1  | 1  | 1  | 1  | 1 |
| Кайрат       | 3      | 2  | 3  | 3  | 4  | 2  | 2  | 2  | 2  | 2  | 2  | 2  | 2  | 2  | 2  | 2  | 2  | 2  | 2  | 2  | 2  | 2  | 2  | 2  | 2  | 2  | 2  | 2  | 2  | 2  | 2  | 2  | 2  |   |
| Тобол        | 6      | 7  | 5  | 4  | 2  | 3  | 3  | 5  | 4  | 3  | 3  | 3  | 3  | 3  | 3  | 3  | 3  | 3  | 3  | 3  | 3  | 3  | 3  | 3  | 3  | 3  | 3  | 3  | 3  | 3  | 3  | 3  | 3  |   |
| Ордабасы     | 2      | 4  | 2  | 2  | 3  | 4  | 4  | 3  | 3  | 4  | 4  | 4  | 4  | 4  | 4  | 4  | 5  | 4  | 4  | 4  | 4  | 4  | 4  | 4  | 4  | 5  | 6  | 6  | 5  | 6  | 6  | 4  | 4  |   |
| Кайсар       | 10     | 8  | 9  | 10 | 11 | 12 | 11 | 11 | 7  | 7  | 8  | 8  | 9  | 9  | 8  | 9  | 7  | 8  | 8  | 7  | 8  | 8  | 7  | 7  | 7  | 7  | 7  | 7  | 7  | 7  | 7  | 6  | 5  |   |
| Жетысу       | 11     | 12 | 10 | 8  | 9  | 7  | 7  | 7  | 8  | 6  | 9  | 9  | 7  | 7  | 5  | 5  | 4  | 6  | 7  | 5  | 5  | 6  | 6  | 5  | 5  | 4  | 4  | 4  | 4  | 5  | 5  | 7  | 6  |   |
| Актобе       | 5      | 5  | 7  | 7  | 8  | 9  | 12 | 12 | 12 | 11 | 12 | 10 | 12 | 10 | 10 | 6  | 9  | 7  | 5  | 6  | 6  | 5  | 5  | 6  | 6  | 6  | 5  | 5  | 6  | 4  | 4  | 5  | 7  |   |
| Шахтер       | 8      | 6  | 6  | 5  | 5  | 5  | 5  | 4  | 5  | 5  | 7  | 7  | 8  | 8  | 9  | 10 | 11 | 11 | 11 | 10 | 10 | 11 | 11 | 10 | 10 | 10 | 11 | 11 | 12 | 12 | 10 | 9  | 8  |   |
| Атырау       | 7      | 11 | 12 | 12 | 12 | 11 | 9  | 6  | 9  | 12 | 10 | 11 | 10 | 11 | 12 | 12 | 12 | 12 | 12 | 12 | 12 | 9  | 9  | 9  | 9  | 9  | 9  | 10 | 11 | 9  | 9  | 8  | 9  |   |
| Иртыш        | 4      | 3  | 4  | 6  | 7  | 8  | 8  | 9  | 11 | 9  | 5  | 6  | 5  | 5  | 6  | 7  | 10 | 10 | 9  | 9  | 11 | 12 | 12 | 12 | 12 | 12 | 12 | 12 | 10 | 11 | 11 | 10 | 10 |   |
| Кызыл-Жар СК | 9      | 10 | 11 | 11 | 10 | 10 | 10 | 7  | 10 | 10 | 11 | 12 | 11 | 12 | 11 | 11 | 8  | 9  | 10 | 11 | 9  | 10 | 10 | 11 | 11 | 11 | 10 | 8  | 8  | 9  | 8  | 11 | 11 |   |
| Акжайык      | 12     | 9  | 8  | 9  | 6  | 6  | 6  | 6  | 6  | 8  | 6  | 5  | 6  | 6  | 7  | 8  | 6  | 5  | 6  | 8  | 7  | 7  | 8  | 8  | 8  | 8  | 8  | 9  | 9  | 10 | 12 | 12 | 12 |   |

## Переходные матчи
| Кыран (Шымкент) | 0:3 | Иртыш (Павлодар)                              |
| --------------- | --- | --------------------------------------------- |
|                 |     | Родриго 8′, Шестаков 41′, Пазылхан 48′ (авт.) |

| Иртыш (Павлодар)                    | 2:1 | Кыран (Шымкент) |
| ----------------------------------- | --- | --------------- |
| Смаилов 67′, Стаменкович 82′ (пен.) |     | Абжал 76′       |

## Бомбардиры
| М | Игрок               | Клуб                | Голы (пен.) |
| - | ------------------- | ------------------- | ----------- |
| 1 | Маркос Пиззелли     | Актобе              | 18 (2)      |
| 2 | Адеринсола Эсеола   | Акжайык/Кайрат      | 17 (0)      |
| 3 | Марин Томасов       | Астана              | 14 (0)      |
| 4 | Исаэл               | Кайрат              | 12 (0)      |
| 5 | Братислав Пуношевац | Кызыл-Жар СК/Кайсар | 10 (0)      |
| 5 | Алексей Щёткин      | Астана              | 10 (1)      |
| 7 | Малик Мане          | Акжайык             | 9 (0)       |
| 7 | Андрей Аршавин      | Кайрат              | 9 (1)       |
| 9 | Дамир Кояшевич      | Шахтёр              | 8 (0)       |
| 9 | Бабатунде Адениджи  | Атырау              | 8 (0)       |
| 9 | Роман Муртазаев     | Астана              | 8 (0)       |
| 9 | Тимур Мульдинов     | Кызыл-Жар СК        | 8 (0)       |
| 9 | Патрик Твумаси      | Астана              | 8 (2)       |
| 9 | Азат Нургалиев      | Тобол               | 8 (2)       |

### Хет-трики
| Игрок               | Клуб   | Соперник     | Счёт | Дата            |
| ------------------- | ------ | ------------ | ---- | --------------- |
| Бахтиёр Зайнутдинов | Астана | Иртыш        | 6:1  | 7 апреля 2018   |
| Милан Бойович       | Жетысу | Ордабасы     | 4:2  | 14 мая 2018     |
| Маркос Пиззелли     | Актобе | Тобол        | 3:2  | 23 июня 2018    |
| Алексей Щеткин      | Астана | Кызыл-Жар СК | 3:0  | 26 августа 2018 |
| Оралхан Омиртаев    | Шахтёр | Астана       | 3:1  | 31 октября 2018 |
| Марин Томасов       | Астана | Иртыш        | 4:0  | 11 ноября 2018  |